# Olivia Rosenthal

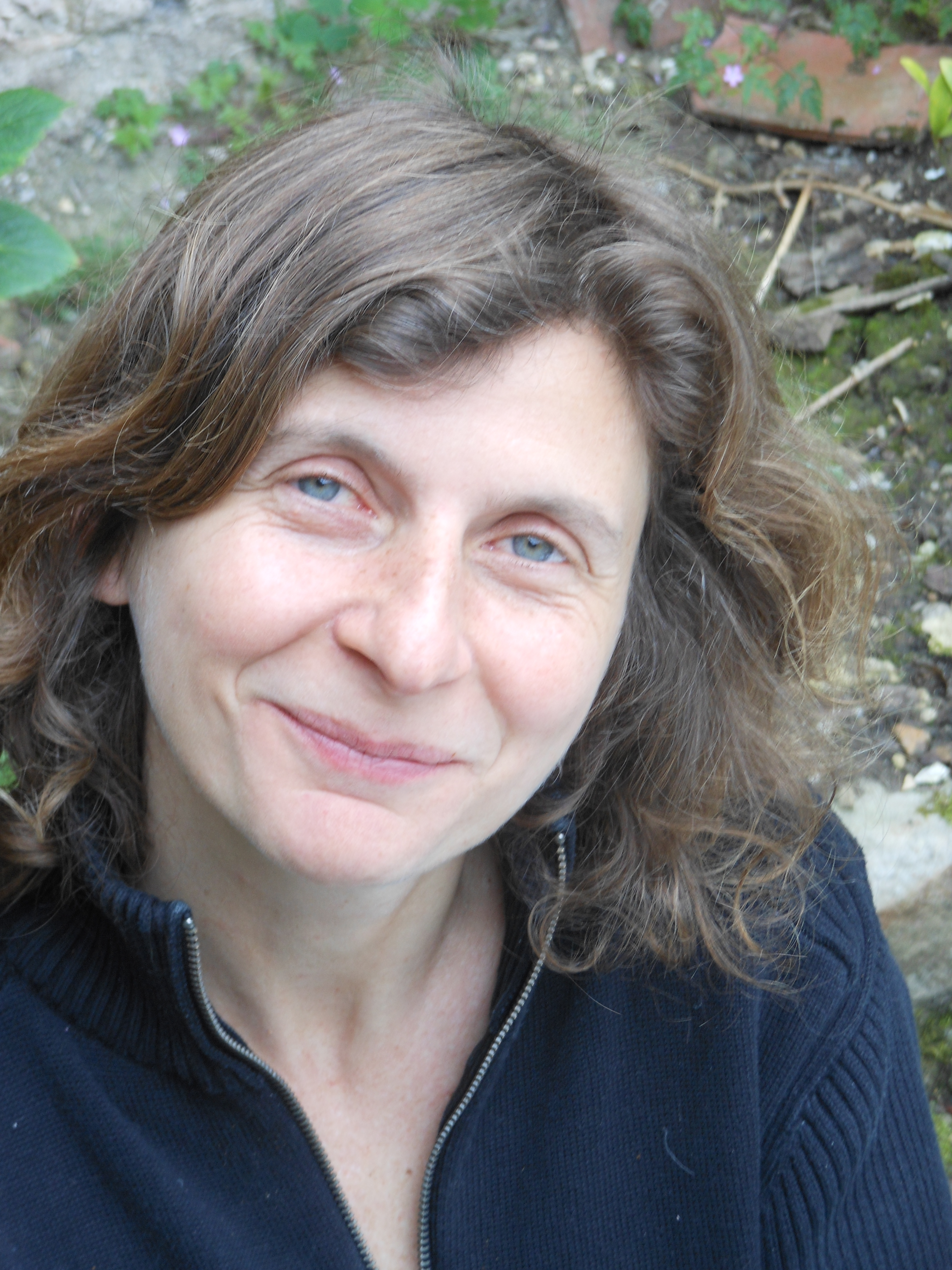
Olivia Rosenthal 2014

Olivia Rosenthal (* 1965 in Paris) ist eine französische Schriftstellerin, die im Jahr 2009 für ihren Roman On n'est pas là pour disparaître mit dem Candide-Preis für Gegenwartsliteratur ausgezeichnet wurde.
Olivia Rosenthal lebt und arbeitet in Paris.

## Auszeichnungen
- 2007: Prix Wepler
- 2009: Candide-Preis
- 2011: Prix du Livre Inter für Que font les rennes après Noël ?

## Werke (Auswahl)
- Donner à voir. Écritures de l'image dans l'art de poésie au XVIe siècle. Champion, Paris 1998, ISBN 2-85203-830-7.
- Mes petites communautés. Verticales, Paris 1999, ISBN 2-84335-061-1.
- On n'est pas là pour disparaître. Gallimard, Paris 2007, ISBN 978-2-07-078531-5; Aus dem Französischen von Birgit Leib: Wir sind nicht da, um zu verschwinden. Ulrike Helmer Verlag, Sulzbach 2017, ISBN 978-3-8974-1402-0.
- Olivia Rosenthal parle des Éditions Verticales. Presses Univ. de Paris 10, Nanterre 2007, ISBN 978-2-8401-6012-0.